# Faramana (departamento)
Faramana é um departamento ou comuna da província de Houet no Burkina Faso. A sua capital é Faramana.
Em 1 de julho de 2018 tinha uma população estimada em 23973 habitantes.